# Perdita melanochlora
Perdita melanochlora är en biart som beskrevs av Cockerell 1922. Perdita melanochlora ingår i släktet Perdita och familjen grävbin. Inga underarter finns listade i Catalogue of Life.